# Plagiostyles
Plagiostyles é um género botânico pertencente à família Euphorbiaceae.

## Espécies
- Plagiostyles africana
- Plagiostyles klaineana

## Nome e referências
Plagiostyles Pierre